# Wang Zhen (cyclisme)
Pour les articles homonymes, voir Wang Zhen.
Dans ce nom chinois, le nom de famille, Wang, précède le nom personnel.
Wang Zhen (né le 26 juin 1989) est un coureur cycliste chinois, spécialiste du VTT cross-country.

## Palmarès en VTT

### Championnats d'Asie
- Malacca 2015
  -  Médaillé d'argent du cross-country
- Chainat 2016
  -  Médaillé d'argent du relais par équipes
- Chainat 2017
  -  Champion d'Asie du relais par équipes
- Danao City 2018
  -  Champion d'Asie du relais par équipes

### Jeux asiatiques
- Incheon 2014
  -  Médaillé d'or du cross-country

### Championnats nationaux
- 2012
  - 2e du championnat de Chine de cross-country